# Diocesi di Haarlem-Amsterdam

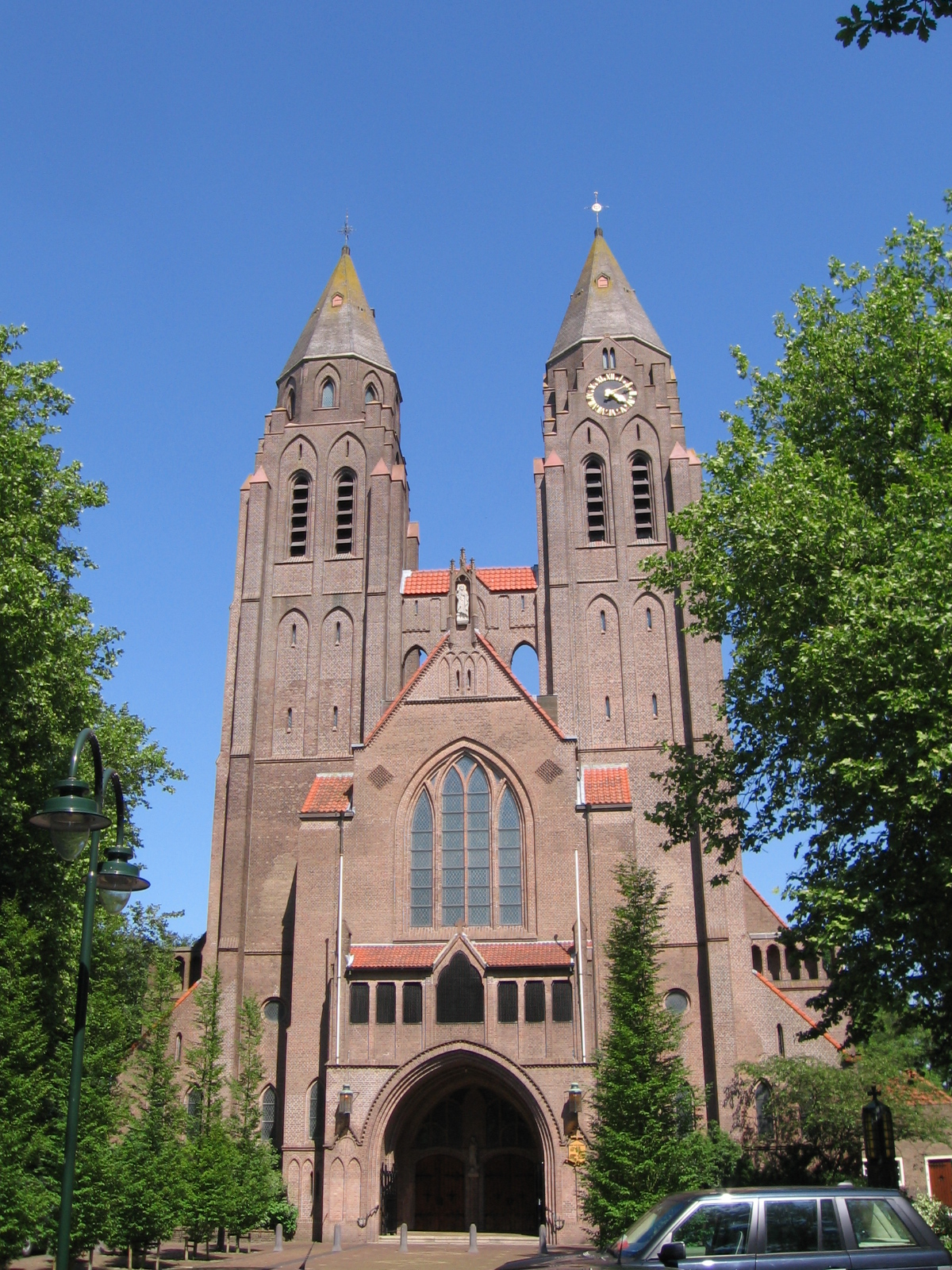
La basilica minore di San Giovanni Battista a Laren.

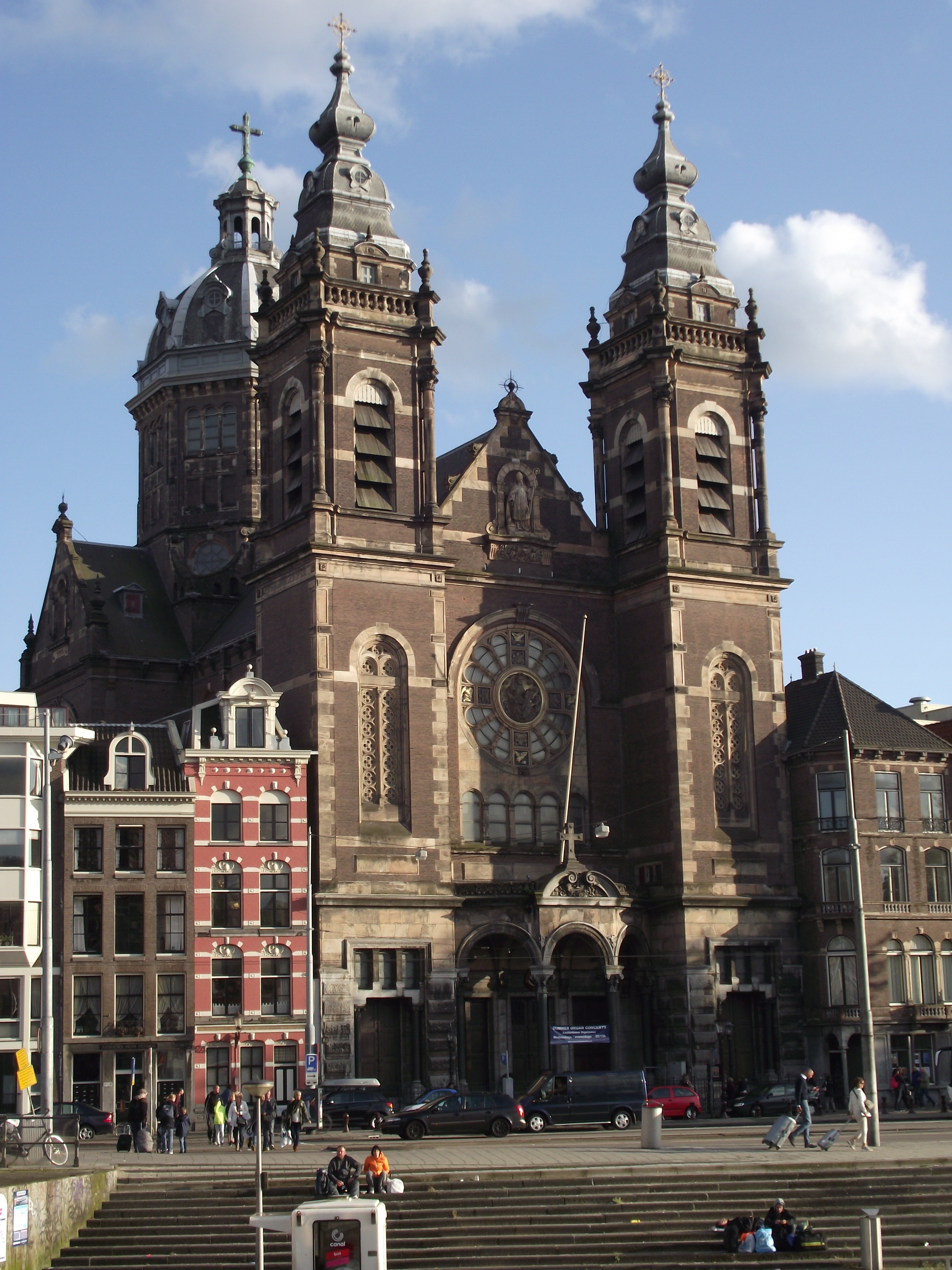
La basilica minore di San Nicola a Amsterdam.

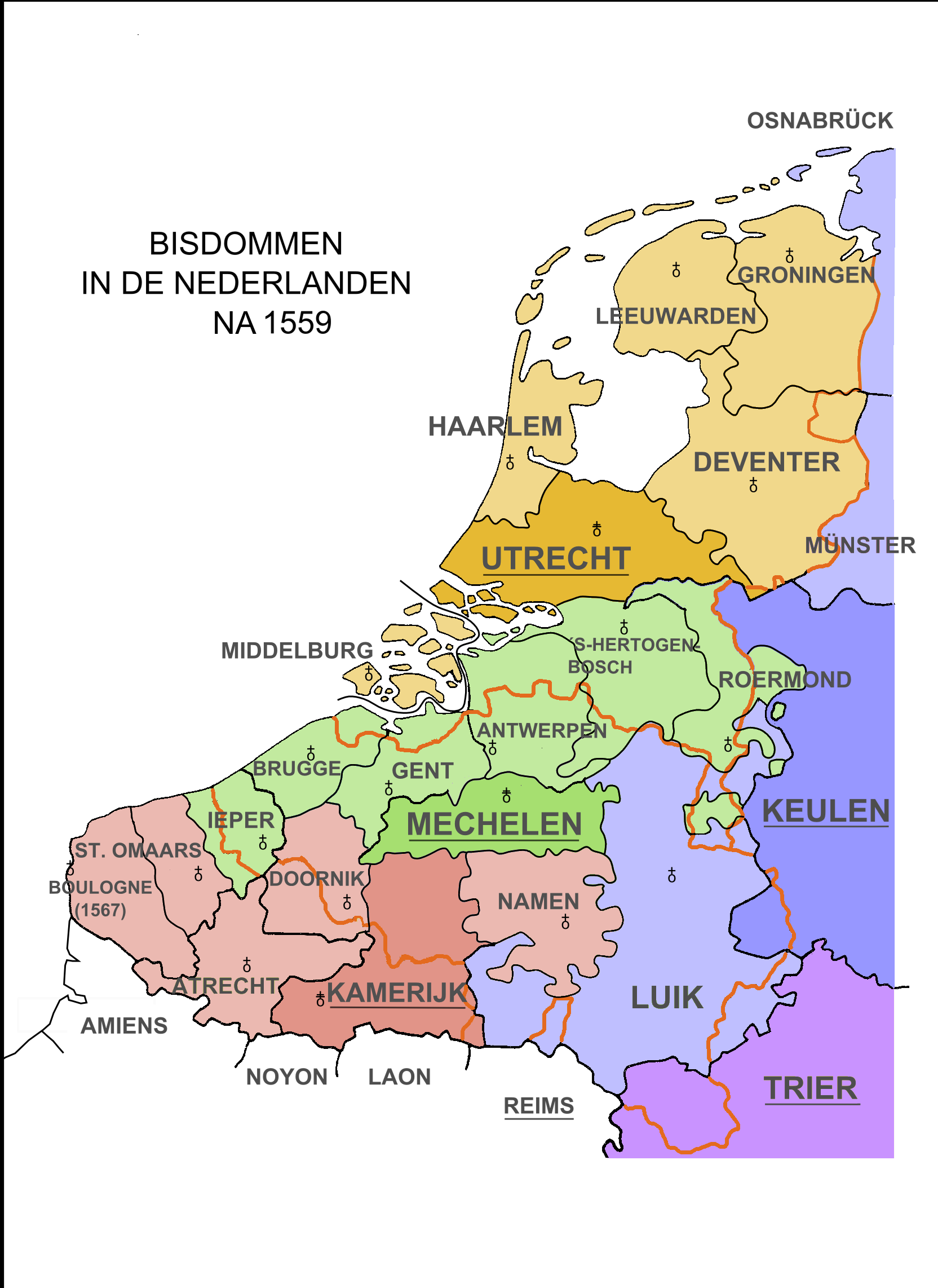
Mappa delle diocesi belghe e olandesi nel 1559.

La diocesi di Haarlem-Amsterdam (in latino Dioecesis Harlemensis-Amstelodamensis) è una sede della Chiesa cattolica nei Paesi Bassi suffraganea dell'arcidiocesi di Utrecht. Nel 2021 contava 455.320 battezzati su 3.117.170 abitanti. È retta dal vescovo Johannes Willibrordus Maria Hendriks.

## Territorio
La diocesi comprende l'Olanda settentrionale e la metà occidentale del polder di Flevoland occidentale.
Sede vescovile è la città di Haarlem, dove si trova la cattedrale di San Bavone. Oltre alla cattedrale, in diocesi sorgono altre due basiliche minori: la basilica di San Giovanni Battista a Laren, e la basilica di San Nicola a Amsterdam.
Il territorio si estende su 3.041 km² ed è suddiviso in 130 parrocchie, raggruppate in 3 decanati: Nord, Centro e Sud.

## Storia
Già nel corso della prima metà del XVI secolo, dopo che i Paesi Bassi entrarono a far parte dei territori sottomessi al dominio dell'imperatore Carlo V, fu progettata una riorganizzazione ecclesiastica dei Paesi Bassi spagnoli, ma i progetti del 1525 e del 1551-52 non andarono in porto.
Solo con l'avvento del re Filippo II, si poté avviare la ridefinizione della geografia ecclesiastica dei possedimenti spagnoli. Una commissione apposita redasse un lungo rapporto, corredato da cartine geografiche, sull'opportunità di avviare un programma di fondazione di nuove diocesi che, nell'ambito della controriforma, favorisse un'intensificazione della vigilanza pastorale, nell'ottica di porre un freno alla corruzione e alla decadenza morale nel clero, ed insieme potesse limitare il progredire delle idee teologiche dei riformatori tedeschi e svizzeri.
Il 12 maggio 1559, con la bolla Super universas, papa Paolo IV eresse quattordici nuove diocesi, tra cui quella di Haarlem, che, assieme alle quattro preesistenti, formavano tre nuove province ecclesiastiche, ossia Cambrai, Malines e Utrecht. La nuova diocesi di Haarlem divenne suffraganea di quest'ultima arcidiocesi, da cui era stata ricavata. La bolla prevedeva che i vescovi fossero nominati dal re, nomina che doveva essere seguita dall'istituzione canonica fatta dalla Santa Sede.
La bolla Super universas tuttavia non definiva i confini delle diocesi, non stabiliva il numero delle parrocchie e soprattutto non prevedeva i mezzi di sussistenza delle mense episcopali. Una commissione incaricata di studiare questi aspetti lavorò oltre due anni, e solo il 12 marzo 1561 fu pubblicata la bolla Ex iniuncto Nobis di papa Pio IV, che dette finalmente una fisionomia territoriale alla diocesi di Haarlem, che comprendeva all'incirca il territorio dell'odierna provincia dell'Olanda settentrionale.
Sono solo due i vescovi nominati per questa sede nel XVI secolo: Nicolaas van Nieuwland (1561-1569), che organizzò in due occasioni il sinodo diocesano; e Godfried van Mierlo (1570-1587), che il 1º maggio 1571 installò il capitolo nella cattedrale di San Bavone. Nel 1578 la città cadde in mano ai calvinisti e il van Mierlo fu costretto all'esilio, senza più poter rimettere piede nella sua città episcopale. Di fatto la diocesi fu soppressa con l'introduzione della riforma nella diocesi.
Malgrado l'assenza del vescovo, il capitolo dei canonici della cattedrale continuò a funzionare e divenne uno dei centri direttivi della pastorale cattolica in quella che nel 1622 fu chiamata ufficialmente Missio Hollandica (Hollandse Zending). Nel 1592 fu nominato come primo vicario apostolico, che governava in nome del papa le diocesi della provincia ecclesiastica di Utrecht, Sasbout Vosmeer, cui succedette nel 1614 Philippus Rovenius, che suddivise il territorio della Missio Hollandica in arcipresbiterati. Nella diocesi di Haarlem si contavano 4 arcipresbiterati nel 1638, 5 nel 1701, ridotto a 1 solo nel 1723, comprensivo però di tutta la parte settentrionale del Paese. Nel 1617 Rovenius aprì a Lovanio il Collegium Pulcheriae Mariae Virginis, dove si formarono la maggior parte dei preti dell'antica diocesi di Haarlem: primo preside del convitto fu Giansenio.
All'inizio del XVIII secolo si sviluppò il cosiddetto scisma di Utrecht, che vide coinvolto anche una parte del capitolo di Haarlem, che non accettò la deposizione del vicario apostolico Petrus Codde. Lo scisma è all'origine della Chiesa vetero-cattolica. Nel 1727 fu istituita la diocesi vetero-cattolica di Haarlem: il suo vescovo fu eletto dal capitolo dei canonici di Utrecht, poiché quello di Haarlem si rifiutò di farlo. Il papa, temendo che anche Haarlem finisse per passare completamente allo scisma, decise di togliere ogni potere giurisdizionale al capitolo dei canonici, che tuttavia non fu mai soppresso, continuando fino al 1853 il suo lavoro di sostegno alle missioni cattoliche e alla formazione dei preti a Lovanio. In base alle visite effettuate nell'arcipresbiterato del nord dell'Olanda si può ricavare che, nel territorio della diocesi di Haarlem, nel corso del Settecento si contavano tra i 55 e i 65.000 cattolici.
Nel 1797 il collegio di Lovanio fu chiuso, ma un nuovo seminario per l'arcipresbiterato del nord dell'Olanda fu aperto a Warmond, nel territorio dell'antica diocesi di Haarlem. Nel 1842 accolse i seminaristi di tutta la Missio Hollandica.
In seguito al concordato fra Santa Sede e governo olandese, papa Leone XII aveva deciso di erigere la diocesi di Amsterdam il 17 agosto 1827 con la bolla Quod iamdiu, ma questo progetto non andò in porto per l'opposizione dei calvinisti olandesi e dei cattolici liberali belgi.
La diocesi di Haarlem fu ristabilita il 4 marzo 1853 con il breve Ex qua die di papa Pio IX. Primo vescovo della nuova diocesi fu Franciscus Jacobus van Vree, il quale mise in atto diverse iniziative per organizzare la sua diocesi, per istituire le parrocchie e per regolamentare consuetudini che col tempo si erano affermate nel territorio. Con la nomina del vescovo e l'istituzione della diocesi, i canonici del capitolo istituito nel 1571 ritennero terminato il loro compito e consegnarono al van Vree tutti i documenti del loro archivio. Un nuovo capitolo fu istituito il 4 novembre 1858.
Al momento della sua istituzione si stimano in 240.000 i cattolici della diocesi, che fu suddivisa in 16 decanati e 96 parrocchie.
Il 16 luglio 1955 cedette una porzione del suo territorio a vantaggio dell'erezione della diocesi di Rotterdam. Contestualmente la diocesi si ingrandì con la regione di Het Gooi appartenuto all'arcidiocesi di Utrecht.
Nel 1967 fu chiuso il seminario di Warmond, mentre ne fu aperto uno nuovo ad Amsterdam.
Il 12 settembre 2006 la diocesi ha adottato una nuova organizzazione territoriale, articolata su tre decanati anziché otto.
Il 1º gennaio 2009 ha assunto il nome attuale in forza del decreto Multum conferre della Congregazione per i Vescovi.

## Cronotassi dei vescovi
Si omettono i periodi di sede vacante non superiori ai 2 anni o non storicamente accertati.
- Nicolaas van Nieuwland † (10 marzo 1561 - 1569 dimesso)
- Godfried van Mierlo, O.P. † (11 dicembre 1570 - 28 luglio 1587 deceduto)
  - Sede soppressa (1587-1853)
- Franciscus Jacobus van Vree † (4 marzo 1853 - 31 gennaio 1861 deceduto)
- Gerardus Petrus Wilmer † (4 maggio 1861 - 1º gennaio 1877 deceduto)
- Pieter Mathijs Snickers † (2 settembre 1877 - 3 aprile 1883 nominato arcivescovo di Utrecht)
- Gaspard Josephus Bottemanne † (14 agosto 1883 - 22 maggio 1903 deceduto)
- Augustinus Josephus Callier † (11 settembre 1903  - 28 aprile 1928 deceduto)
- Johannes Dominicus Josephus Aengenent † (15 giugno 1928  - 3 settembre 1935 deceduto)
- Johannes Petrus Huibers † (16 dicembre 1935  - 27 giugno 1960 dimesso[3])
- Joannes Antonius Eduardus van Dodewaard † (27 giugno 1960 succeduto - 9 marzo 1966 deceduto)
- Theodorus Henricus Johannes Zwartkruis † (18 agosto 1966  - 21 ottobre 1983 deceduto)
- Hendrik Joseph Alois Bomers, C.M. † (21 ottobre 1983 succeduto - 12 settembre 1998 deceduto)
  - Sede vacante (1998-2001)[4]
- Joseph Marianus Punt (21 luglio 2001 - 1º giugno 2020 dimesso)
- Johannes Willibrordus Maria Hendriks, succeduto il 1º giugno 2020

## Statistiche
La diocesi nel 2021 su una popolazione di 3.117.170 persone contava 455.320 battezzati, corrispondenti al 14,6% del totale.
| anno | popolazione | popolazione | popolazione | presbiteri | presbiteri | presbiteri | presbiteri                | diaconi | religiosi | religiosi | parrocchie |
| anno | battezzati  | totale      | %           | numero     | secolari   | regolari   | battezzati per presbitero | diaconi | uomini    | donne     | parrocchie |
| ---- | ----------- | ----------- | ----------- | ---------- | ---------- | ---------- | ------------------------- | ------- | --------- | --------- | ---------- |
| 1950 | 1.286.412   | 4.200.000   | 30,6        | 1.127      | 848        | 279        | 1.141                     |         | 850       | 7.502     | 318        |
| 1969 | 731.000     | 2.215.876   | 33,0        | 952        | 473        | 479        | 767                       |         | 816       | 2.557     | 223        |
| 1980 | 765.000     | 2.355.000   | 32,5        | 744        | 347        | 397        | 1.028                     | 4       | 715       | 2.567     | 219        |
| 1990 | 695.364     | 2.434.875   | 28,6        | 536        | 246        | 290        | 1.297                     | 7       | 508       | 1.996     | 212        |
| 1999 | 539.561     | 2.628.121   | 20,5        | 382        | 172        | 210        | 1.412                     | 13      | 312       | 1.264     | 181        |
| 2000 | 531.322     | 2.655.818   | 20,0        | 380        | 203        | 177        | 1.398                     | 17      | 278       | 1.207     | 190        |
| 2001 | 530.245     | 2.678.377   | 19,8        | 292        | 226        | 66         | 1.815                     | 20      | 156       | 1.138     | 178        |
| 2002 | 515.623     | 2.703.315   | 19,1        | 269        | 214        | 55         | 1.916                     | 20      | 88        | 1.074     | 177        |
| 2003 | 512.856     | 2.728.739   | 18,8        | 256        | 207        | 49         | 2.003                     | 25      | 128       | 975       | 171        |
| 2004 | 522.165     | 2.748.320   | 19,0        | 234        | 190        | 44         | 2.231                     | 26      | 121       | 911       | 173        |
| 2006 | 530.627     | 2.780.313   | 19,1        | 232        | 194        | 38         | 2.287                     | 34      | 103       | 836       | 165        |
| 2013 | 462.000     | 2.915.000   | 15,8        | 194        | 161        | 33         | 2.381                     | 54      | 81        | 476       | 162        |
| 2016 | 456.700     | 2.920.000   | 15,6        | 195        | 165        | 30         | 2.342                     | 61      | 71        | 385       | 136        |
| 2019 | 446.600     | 3.057.000   | 14,6        | 166        | 138        | 28         | 2.690                     | 58      | 63        | 321       | 137        |
| 2021 | 455.320     | 3.117.170   | 14,6        | 165        | 136        | 29         | 2.759                     | 58      | 73        | 229       | 130        |